# فاتسلاف ميغاس
فاتسلاف ميغاس (مواليد 16 سبتمبر 1944) هو لاعب كرة قدم. يلعب مع منتخب تشيكوسلوفاكيا لكرة القدم. سبق له أن لعب في كأس العالم لكرة القدم مع منتخب بلاده.

## روابط خارجية
- فاتسلاف ميغاس على موقع الاتحاد الدولي (مؤرشف)  (الإنجليزية)
- فاتسلاف ميغاس على موقع الاتحاد التشيكي (الإنجليزية)
- فاتسلاف ميغاس على موقع قاعدة بيانات كرة القدم.إي يو (الإنجليزية)
- فاتسلاف ميغاس على موقع ناشيونال فوتبول تيمز (الإنجليزية)